# Bert Bos

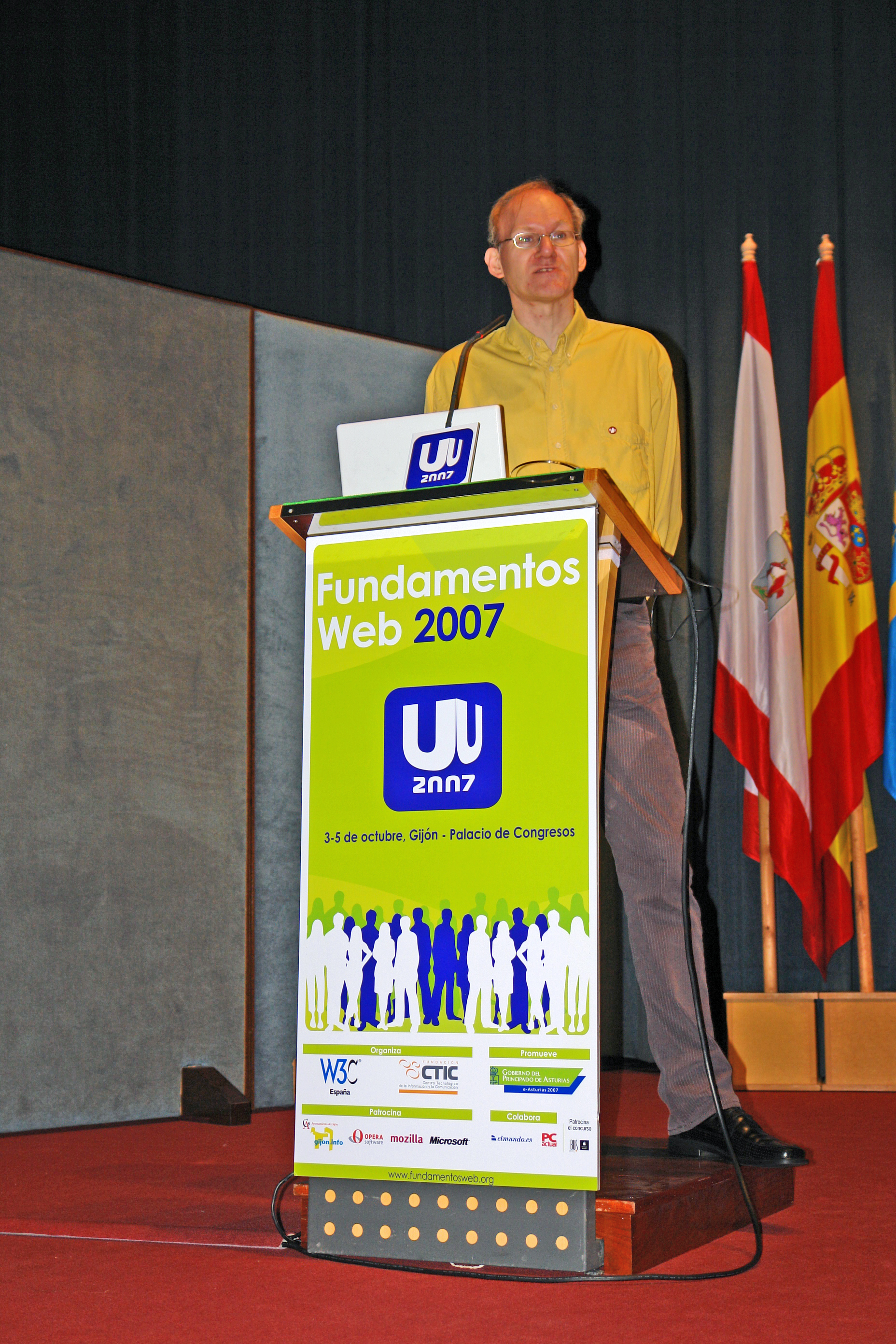
Bert Bos (2007)

Gijsbert  Bos (geb. 1963 in Den Haag) ist ein niederländischer Informatiker, der durch die Entwicklung und Weiterentwicklung der Cascading Style Sheets bekannt wurde. Zusätzlich entwickelte er den Webbrowser Argo als Testanwendung für seinen Stylesheet-Vorschlag.

## Leben und Arbeit
Bos studierte Mathematik an der Universität Groningen und schrieb seine Doktorarbeit über die Schnelle Entwicklung von Benutzeroberflächen mit der Skriptsprache GiST.
Zusammen mit dem norwegischen Informatiker Håkon Wium Lie erarbeitet er das Proposal für Cascading Style Sheets (CSS), welches sie zusammen beim World Wide Web Consortium einreichten. Zusammen mit anderen veröffentlichen die beiden 1998 auch CSS2.
Im Jahr 1996 trat er dem World Wide Web Consortium (W3C) bei, um dort am CSS zu arbeiten. Er ist ein ehemaliger Vorsitzender und der derzeitige W3C-Stabskontakt der CSS-Arbeitsgruppe mit Sitz in Sophia Antipolis, einem Technologiepark an der Côte d’Azur.

## Veröffentlichungen (Auswahl)
- mit Håkon Wium Lie: Cascading Style Sheets: Designing for the Web, ISBN 0-201-41998-X, 2. Ausgabe ISBN 0-201-59625-3, 3. Ausgabe ISBN 0-321-19312-1
- Creating a Vocabulary for Data Privacy - The First-Year Report of Data Privacy Vocabularies and Controls Community Group (DPVCG)[9], 2019
- Case Studies in Co-modelling and Co-simulation, ISBN 978-3-642-54118-6.
- XML: From Bytes to Characters, 1997[10]